# Baptiste Planckaert
Baptiste Planckaert (ur. 28 września 1988 w Kortrijk) – belgijski kolarz szosowy.

## Osiągnięcia
Opracowano na podstawie:

2006
- 2. miejsce w Vlaams-Brabantse Pijl

2009
- 2. miejsce w Gandawa-Wevelgem U23
- 1. miejsce na 4. etapie Le Triptyque des Monts et Châteaux

2010
- 3. miejsce w De Vlaamse Pijl
- 2. miejsce w Omloop van het Waasland

2012
- 3. miejsce w Grote 1-MeiPrijs

2013
- 3. miejsce w Schaal Sels
- 2. miejsce w Kampioenschap van Vlaanderen

2014
- 2. miejsce w Grand Prix Cycliste La Marseillaise
- 2. miejsce w Ronde pévéloise

2015
- 1. miejsce w Gandawa-Wevelgem U23
- 3. miejsce w Cholet-Pays de la Loire
- 1. miejsce w klasyfikacji punktowej Circuit des Ardennes
- 1. miejsce w klasyfikacji punktowej Tour du Limousin

2016
- 3. miejsce w Grand Prix Cycliste La Marseillaise
- 2. miejsce w Paryż-Troyes
- 2. miejsce w Cholet-Pays de la Loire
- 1. miejsce w Tour de Normandie
  - 1. miejsce na 5. etapie
- 2. miejsce w Circuit des Ardennes
  - 1. miejsce w klasyfikacji punktowej
- 1. miejsce w Tour du Finistère
- 1. miejsce w klasyfikacji punktowej Baloise Belgium Tour
- 1. miejsce w klasyfikacji górskiej Tour de Wallonie
- 1. miejsce w La Poly Normande
- 1. miejsce na 4. etapie Czech Cycling Tour
- 2. miejsce w Tour du Doubs
- 3. miejsce w Grand Prix d’Isbergues

2019
- 3. miejsce w Tour du Finistère
- 2. miejsce w Tro Bro Leon
- 2. miejsce w Circuit de Wallonie
- 1. miejsce w Rund um Köln
- 2. miejsce w Famenne Ardenne Classic

2020
- 3. miejsce w Antwerp Port Epic
- 1. miejsce w klasyfikacji górskiej Tour de Luxembourg

2021
- 3. miejsce w Tro Bro Leon

## Rankingi
| Rok             | 2009 | 2010 | 2011 | 2012 | 2013 | 2014 | 2015 | 2016 | 2017 | 2018 | 2019 | 2020 | 2021 | 2022 | 2023 | 2024  |
| --------------- | ---- | ---- | ---- | ---- | ---- | ---- | ---- | ---- | ---- | ---- | ---- | ---- | ---- | ---- | ---- | ----- |
| UCI World Tour  |      |      |      |      |      |      |      | -    | 256. | 276. |      |      |      |      |      |       |
| World Ranking   |      |      |      |      |      |      |      | 22.  | 174. | 327. | 61.  | 360. | 167. | 450. | -    | 2188. |
| UCI Europe Tour | 633. | 169. | 935. | 220. | 68.  | 38.  | 12.  | 1.   | 81.  | 209. | 49.  | 295. | 144. | 357. | -    | -     |
| UCI Asia Tour   | -    | -    | 258. | -    | 222. | -    | -    | -    | -    | -    |      |      |      |      |      |       |
|                 |      |      |      |      |      |      |      |      |      |      |      |      |      |      |      |       |
| Źródło: UCI     |      |      |      |      |      |      |      |      |      |      |      |      |      |      |      |       |